# Гідрогеологія

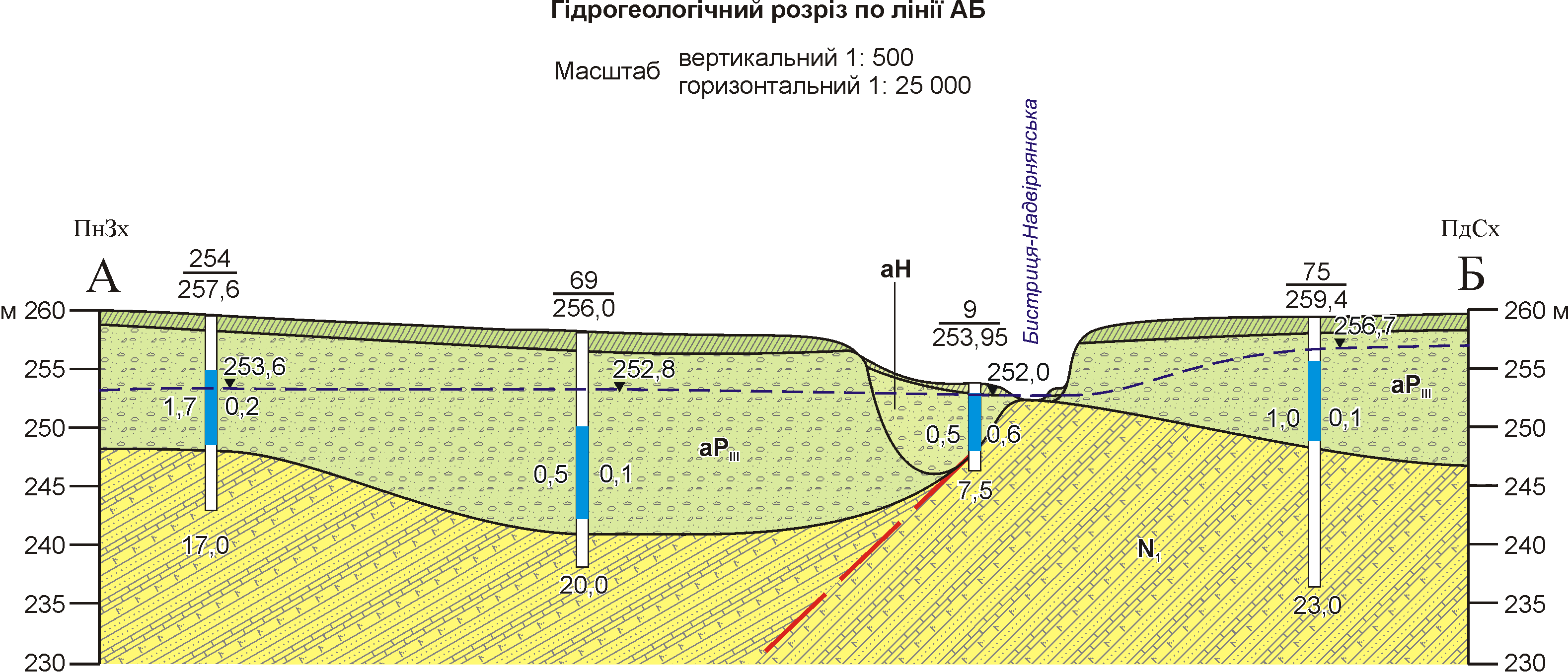
Гідрогеологічний розріз

Гідрогеоло́гія (англ. hydrogeology, geohydrology; фр. hydrogéologie, hydrologie souterraine; нім. Hydrogeologie; рос. гидрогеология) — галузь геології, що вивчає підземні води, їхнє походження, фізичні властивості, хімічний і газовий склад, поширення в земній корі, а також використання їх та методи охорони від виснаження та забруднення.

## Основні напрями гідрогеології
- загальна гідрогеологія, динаміка підземних вод, вчення про мінеральні, промислові і термальні води,
- регіональна гідрогеологія,
- меліоративна гідрогеологія,
- гідрогеологія родовищ корисних копалин.

Гідрогеологія тісно пов'язана з геологією, гідрологією, геохімією, метеорологією та іншими науками про Землю. При гідрогеологічних дослідженнях застосовують геологічні, геофізичні, хімічні, фізико-математичні та інші методи. В Україні гідрогеологічні дослідження проводять в Інституті геологічних наук АН України, на відповідних кафедрах вузів.

## Розділи гідрогеології
Гідрогеологія поділяється на такі розділи: 1) загальна гідрогеологія; 
2) регіональна гідрогеологія; 3) динаміка підземних вод; 4) пошуково-розвідувальна гідрогеологія; 5) вчення про мінеральні води; 6) гідрогеохімія; 7) нафтогазова гідрогеологія; 8) гідрогеологія родовищ корисних копалин; 
9) меліоративна гідрогеологія та ін. 
Гідрогеологія є найбільш спорідненою з інженерною геологією та гідрологією – наукою про поверхневі води. Чільне місце посідає вона і в геоекології (екологія підземної та поверхневої гідросфери).

### Гідрогеологія промислова
Див. Промислова гідрогеологія
Гідрогеологія промислова, нафтогазопромислова гідрогеологія, (рос. гидрогеология промысловая, нефтегазопромысловая гидрогеология; англ. oil and gas field hydrogeology; нім. Feldhydrogeologie) — розділ гідрогеології, що включає гідрогеологічні спостереження та дослідження підземних вод у зв'язку з розвідкою та розробкою нафтових і газових родовищ. Основні задачі Г.п. при розвідці нафто-вих та газових родовищ: прогнозування умов розбурювання, розкриття та випробовування пластів; визначен-ня положення газорідинних контактів; визначення запасів водорозчинних газів та виявлення гідравлічного взаємозв'язку горизонтів у межах родовища.

### Радіогідрогеологія
Див. Радіогідрогеологія
Радіогідрогеологія (рос. радиогидрогеология, англ. radiohydrogeology, нім. Radiohydrogeologie f) — галузь гідрогеології, що вивчає природні радіоактивні води, поширення й умови їх формування та зв'язок з родовищами радіоактивних корисних копалин.

### Екологічна гідрогеологія
Див. Екологічна гідрогеологія